# Молодість. Випуск 2-й
«Молодість. Випуск 2-й» — радянський кіноальманах з трьох новел 1980 року, знятий режисерами Андрієм Єрмашом, Автанділом Квірікашвілі і Геннадієм Мелконяном на кіностудії «Мосфільм».

## Сюжет
Кіноальманах складається з 3-х новел «Повернення лікаря» (реж. — Андрій Єрмаш), «Зелена лялечка» (реж. — Автанділ Квірікашвілі), «Шовковиця» (реж. — Геннадій Мелконян).

### «Шовковиця»
За оповіданням З. Халафяна. Ексцентрична комедія про віджилі уявлення та вдачі. Історія двох багатодітних сімейств, які посварилися через те, на чиїй території росте шовковичне дерево. Але ж діти їх примирили.

### «Повернення доктора»
Науково-фантастичний Фільм за мотивами оповідань Я. Зайделя «Туди і назад» та Р. Даля «Звукова машина». Про знеособлення людини у буржуазному суспільстві.
Художник мучиться трагічними проблемами століття, вчений у відчаї від того, що за допомогою спеціального приладу чує крики болю квітів, що зрізаються, і прорубаних дерев. У спеціальній клініці їх позбавляють цих здібностей і перетворюють на байдужі до всього істоти. Вони перестають бути особистостями.

### «Зелена лялечка»
За мотивами оповідання Рея Бредбері «Лялечка» про одвічну людську мрію: духовне та фізичне безсмертя. Молода людина — біофізик, який мріє про духовне і фізичне безсмертя, робить над собою експеримент: радіоактивним опроміненням він порушує генетичний код, внаслідок чого переходить в іншу біологічну субстанцію і стає незмірно досконалішим за своїх побратимів на Землі.

## У ролях
- Олександр Абдулов — Сміт, біофізик
- Вадим Александров — головна роль
- Размік Ароян — Самсон
- Донатас Баніоніс — Хартлі, лікар
- В'ячеслав Єзепов — лікар
- Борис Іванов — вчений
- Юозас Кіселюс — Рокуел, лікар
- Альгімантас Масюліс — ректор університету
- Давид Мкртчян — Мерфі, помічник доктора Рокуела
- Тамара Оганесян — Шушан
- Нонна Петросян — Аеліта
- Леонард Саркісов — Гаспар
- Юріс Стренга — роль другого плану
- Георгій Тараторкін — художник
- Альберт Філозов — колега біофізика Сміта
- Карина Казарян — закохана дівчина
- Владислав Куріцин — епізод

## Знімальна група
- Режисери — Андрій Єрмаш, Автанділ Квірікашвілі, Геннадій Мелконян
- Сценаристи — Едуард Акопов, Валентин Єжов, Андрій Єрмаш, Вітаутас Жалакявічюс
- Оператори — Генрі Абрамян, Наум Ардашніков, Михайло Вартанов
- Композитори — В'ячеслав Артемов, Армен Боямян, Ігор Кантюков
- Художники — Борис Бланк, Вітаутас Калінаускас, Григорій Торосян